# Sebeta
Sebeta (ou Sabata, en oromo : Sabbataa) est une ville et un woreda du centre de l'Éthiopie. Située dans la région Oromia, une vingtaine de kilomètres au sud-ouest d'Addis-Abeba, elle était en 2007 le chef-lieu de la zone Sud-Ouest Shewa et avait 49 331 habitants. Elle fait désormais partie de la zone spéciale Oromia-Finfinnee et sa population dépasse 100 000 habitants.

## Situation
Sebeta se trouve vers 2 300 m d'altitude à 24 km du centre d'Addis-Abeba sur la route en direction de Jimma.

## Démographie
Le recensement national de 2007 fait état pour Sebeta d'une population entièrement urbaine de 49 331 habitants.
La majorité de ses habitants (71 %) sont orthodoxes, 17 % sont musulmans et 11 % sont protestants.
En 2022, sa population est estimée à 102 347 personnes avec une densité de population de 13 815 personnes par km2 et 7,41 km2 de superficie.

## Histoire
Ancien chef-lieu du woreda Alem Gena, Sebeta se rattachait initialement à la zone Ouest Shewa.
Transférée dans la zone Sud-Ouest Shewa au plus tard en 2007, elle en devient le chef-lieu et acquiert le statut de woreda.
Elle rejoint ensuite la zone spéciale Oromia-Finfinnee créée autour d'Addis-Abeba.